# Guyana en los Juegos Paralímpicos de Tokio 2020
Guyana estuvo representada en los Juegos Paralímpicos de Tokio 2020 por un deportista masculino. El equipo paralímpico guyanés no obtuvo ninguna medalla en estos Juegos.